# 福岡県道211号行橋停車場線
福岡県道211号行橋停車場線（ふくおかけんどう211ごう ゆくはしていしゃじょうせん）は、福岡県行橋市を通る一般県道である。

## 概要
行橋市中央3丁目から行橋市大橋に至る。
JR九州日豊本線・平成筑豊鉄道田川線 行橋駅から川越交差点までのわずか500 m程しかない県道であるが、沿道には多くの商店が軒を連ねる行橋市の繁華街である。市民からは行橋駅前通り（駅前通り）、駅前商店街とも呼ばれる。近年は郊外型のショッピングセンターの進出等の影響で衰退が進んでいる。しかし、行橋駅舎が1999年（平成11年）に高架駅となり、駅東口は駅前再開発により新しい店舗が出店している。今後も新たな出店が予定されており、駅前の人通りも増えているが、以前のような活気は失われている。

### 路線データ
- 起点：福岡県行橋市中央3丁目（行橋駅交差点、JR九州日豊本線・平成筑豊鉄道田川線 行橋駅前）
- 終点：福岡県行橋市大橋（川越交差点、福岡県道28号直方行橋線交点、福岡県道246号沓尾大橋線終点）

## 地理

### 通過する自治体
- 行橋市

### 交差する道路
| 交差する道路                                   | 交差する場所 | 交差する場所      |
| ---------------------------------------------- | ------------ | ----------------- |
| 福岡県道28号直方行橋線 福岡県道246号沓尾大橋線 | 大橋         | 川越交差点 / 終点 |

### 沿線
- JR九州日豊本線・平成筑豊鉄道田川線 行橋駅東口
- 福岡銀行
- えびす通り商店街
- ハミング通り